# Cunewalde
Cunewalde (hornolužickosrbsky Kumwałd) je obec v německé spolkové zemi Sasko. Nachází se v zemském okrese Budyšín v Horní Lužici a má přibližně 4 500 obyvatel. Leží uprostřed Šluknovské pahorkatiny mezi městy Bautzen a Löbau.

## Historie
Cunewalde bylo založeno v rámci feudální německé expanze a kolonizace směrem na východ ve 13. století, kdy do Lužických hor přes Míšeňské markrabství přišli franští a durynští osadníci a hledali nový domov. Kolonisté přicházeli se všemi svými věcmi po dlouhých cestách. Našli úrodné pastviny, křišťálově čistou vodu a lesy bohaté na dřevo, kde si postavili své první domovy. Usadili se podél dlouhého vesnického potoka a osázeli svá pole směrem k horám na severu a jihu po obou stranách potoka. Každý osadník dostal úzký pruh země, který mohl být dlouhý až 2,5 km. Obvykle sahal od usedlosti až po hřeben žulových hor, čímž se Cunewalde stalo typickou lesní vesnicí.
Jako zakladatel nové osady je uváděn jistý Henricus de Cunewalde, jehož bratr jménem Hartwicus de Sprewemberch byl zakladatelem osady Waldhufendorf Spremberg, dnešní Neusalza-Spremberg, na horní Sprévě. Oba bratři museli být vlivnými vazaly českého krále Václava I., neboť je 15. června 1242 povolal do Prahy jako ručitele za potvrzení převodu vlastnictví obce a poutního místa Jauernick u Ostritz na klášter Marienthal.
Cunewalde bylo těžce zasaženo přímými vojenskými konflikty a na okraji válek a bitev trpělo i obyvatelstvo. V letech 1631 až 1633 mor zabil polovinu tehdejšího obyvatelstva. Sedmiletá válka dosáhla krvavého vyvrcholení v roce 1758 bitvou u Hochkirchu. Rakouský generál Daun použil údolí obce ke skrytí své armády a překvapil Prusy náhlým útokem.
Téměř půl tisíciletí bylo toto místo čistě zemědělskou vesnicí. Zemědělství a odlesňování zajistilo obživu rostoucímu počtu obyvatel. Řemeslo se rozvinulo zejména po třicetileté válce. V Cunewalde se prosadilo za podpory českých exulantů tkaní plátna, které bylo pozoruhodné kvality a mělo nejlepší pověst široko daleko. V mnoha domech seděli staří i mladí u ručního stavu od rána do večera – plat za jejich práci byl však mizivý.
Až do konce 17. století se kázalo v místním kostele lužickosrbsky, protože velká část populace mluvila tímto jazykem. Roku 1680, po zrušení lužickosrbské bohoslužby v Cunewalde, je doloženo, že lužickosrbští obyvatelé Cunewalde využívali lužickosrbské zpovědi v obcích Hochkirch a Kittlitz. V 18. století přibývá německy mluvících obyvatel díky přílivu exulantů a pomalu ubývá používání lužickosrbského jazyka. Teprve v roce 1898 však přešel poslední lužickosrbský statek do rukou německé rodiny.
Ke konci 18. století již zemědělství a lesnictví nemohlo zajistit obyvatelům Cunewalde obživu, což způsobovalo, že se domácí tkaní praktikovalo ve stále větším měřítku, což pomohlo vzniku manufaktur, ze kterých po zavedení mechanických tkalcovských stavů vznikly továrny, kterých bylo jen v Cunewalde pět. Cunewaldští podnikatelé byli mezi prvními v Horní Lužici, kteří zřídili větší tkalcovny a pořídili si modernější techniku. Tkaní se stále více stávalo ženskou prací, zatímco muži pracovali v rozvíjejících se stavebních řemeslech, včetně výstavby železnic a silnic.
Pod dojmem tohoto rychlého rozvoje muselo rozšiřování dopravních spojení držet krok. Zvláštním milníkem byla výstavba železniční tratě Großpostwitz–Obercunewalde v roce 1890. Následovala výstavba železničně trati do Löbau v roce 1928. Celá trať byla uzavřena v roce 1998 a nyní je z ní cyklistická a turistická stezka.
V roce 1876 se v údolí Cunewalde nacházely čtyři obce, které se ve stejném roce spojily do obce Cunewalde.
Povodeň ze 7. a 8. srpna 2010 těžce zasáhla Cunewalde. Bylo poškozeno nejméně 431 domů, 4 mosty se staly neprůjezdnými a několik silnic a zařízení bylo vážně poškozeno. Svobodný stát Sasko uvolnil 5 milionů eur na nápravu škod způsobených povodněmi.

## Geografie
Obec Cunewalde se nachází v údolí mezi kopci Czorneboh a Hromadnik na severu a kopcem Bieleboh na jihu. Je zde nejdelší vesnická ulice v Německu s délkou přes 11 km.

## Správní členění
Cunewalde se dělí na 10 místních částí:
- Cunewalde
- Halbau
- Schönberg (hornolužicky Šumbark)
- Weigsdorf-Köblitz (Wuhančicy-Koblica)
- Albert-Schweitzer-Siedlung
- Bärhäuser
- Frühlingsberg
- Klipphausen
- Neudorf
- Zieglertal